# 355704 Wangyinglai
355704 Wangyinglai este o planetă minoră (asteroid) din centura de asteroizi. A fost descoperită pe 3 martie 2008 la Xuyi County⁠(d) de  și a fost numită după Wang Yinglai⁠(d). 
Obiectul prezintă o orbită caracterizată de o semiaxă mare de 3,0555241411055 UAi, o excentricitate de 0,13639781127995, o înclinație de 6,6080485660593 ° în raport cu ecliptica.